# Dinosaur Diamond Prehistoric Highway
La Dinosaur Diamond Prehistoric Highway est une route américaine entre le Colorado et l'Utah. Longue de 480 milles, elle est classée National Scenic Byway.